# Metodi ABS
In matematica, i metodi ABS, dove la sigla sta per le iniziali dei cognomi di Jozsef Abaffy, Charles Broyden ed Emilio Spedicato, sono metodi computazionali sviluppati a partire dal 1981 al fine di generare una vasta classe di algoritmi utilizzabili per le seguenti applicazioni:
- Soluzione di sistemi lineari algebrici generali, determinati o sottodeterminati, a rango pieno o deficiente.
- Soluzione di sistemi lineari diofantei, sistemi di equazioni lineari nei quali la matrice ed il termine noto hanno componenti intere e si cerca una soluzione ad interi. Questo è un caso particolare, ma importante ed in pratica l'unico risolubile, del decimo problema di Hilbert.
- Soluzione di equazioni algebriche non lineari.
- Soluzione di problemi di ottimizzazione continua vincolata e non vincolata.

All'inizio del 2007 su questi argomenti erano stati prodotti oltre 400 articoli e rapporti e due monografie, una nel 1989 di Abaffy e Spedicato, una nel 1998 di Xia e Zhang. Tre convegni erano stati organizzati in Cina.
La ricerca sui metodi ABS è stata il frutto di una collaborazione internazionale sviluppata a partire dal 1981, coordinata da Spedicato dell'Università di Bergamo e coinvolgente una quarantina di matematici cinesi, iraniani, ungheresi, inglesi, italiani e di altri paesi. 
Elemento cruciale nei metodi ABS è l'utilizzo di una speciale trasformazione matriciale dovuta essenzialmente al matematico ungherese Jenő Egerváry, che ne studiò le proprietà fondamentali in alcuni articoli che passarono tuttavia quasi inosservati.
Relativamente alla soluzione dei sistemi lineari di m equazioni in n variabili, con m ≤ n, 
i metodi ABS sono basati su una semplice idea di natura geometrica, ovvero:
1. Data una arbitraria stima iniziale della soluzione, determinare una delle infinite soluzioni, definenti una varietà lineare di dimensione n-1, della prima equazione.
2. Individuare una determinata soluzione della seconda equazione che sia anche soluzione della prima e quindi giaccia nella intersezione delle varietà lineari delle soluzioni delle prime due equazioni separatamente considerate.
3. Iterando il procedimento si perviene dopo m passi ad una soluzione dell'ultima equazione che è anche soluzione delle precedenti, e quindi il sistema è risolto.

Nel corso del processo è possibile identificare le eventuali equazioni ridondanti, che sono rimosse, o le eventuali equazioni incompatibili, che rendono il sistema non risolubile.
Fra i risultati sinora ottenuti vanno ricordati i seguenti.
- Unificazione degli algoritmi per sistemi lineari, non lineari ed ottimizzazione vincolata (problema LP come caso particolare).
- Miglioramento del metodo di Gauss grazie a una riduzione della memoria richiesta e alla eliminazione della necessità di pivoting; tale algoritmo ABS ha naturale applicazione al metodo del simplesso in programmazione lineare, per il quale riduce memoria e complessità.
- Ottenimento di nuovi metodi per sistemi non lineari con migliori proprietà di convergenza del metodo di Newton.
- Individuazione di un algoritmo generale per la soluzione del decimo problema di Hilbert nel caso lineare, con prima estensione di un classico teorema di Eulero da una equazione ad un sistema.
- Ottenimento di solutori più stabili per varie classi di problemi, in particolare per il metodo interior point primale-duale.
- Ottenimento di metodi più veloci su computer vettoriali o paralleli.
- Semplificazione a livello didattico di interi campi dell'analisi numerica, dove i vari metodi proposti e tutti

quelli possibili, sono visti come caso particolare di una classe generale ottenuta con un approccio intuitivo e geometrico.
La conoscenza dei metodi ABS è ancora poco diffusa; tuttavia resta il loro potenziale per apportare sostanziali miglioramenti a vari metodi finora usati.